# Клеточная батарея

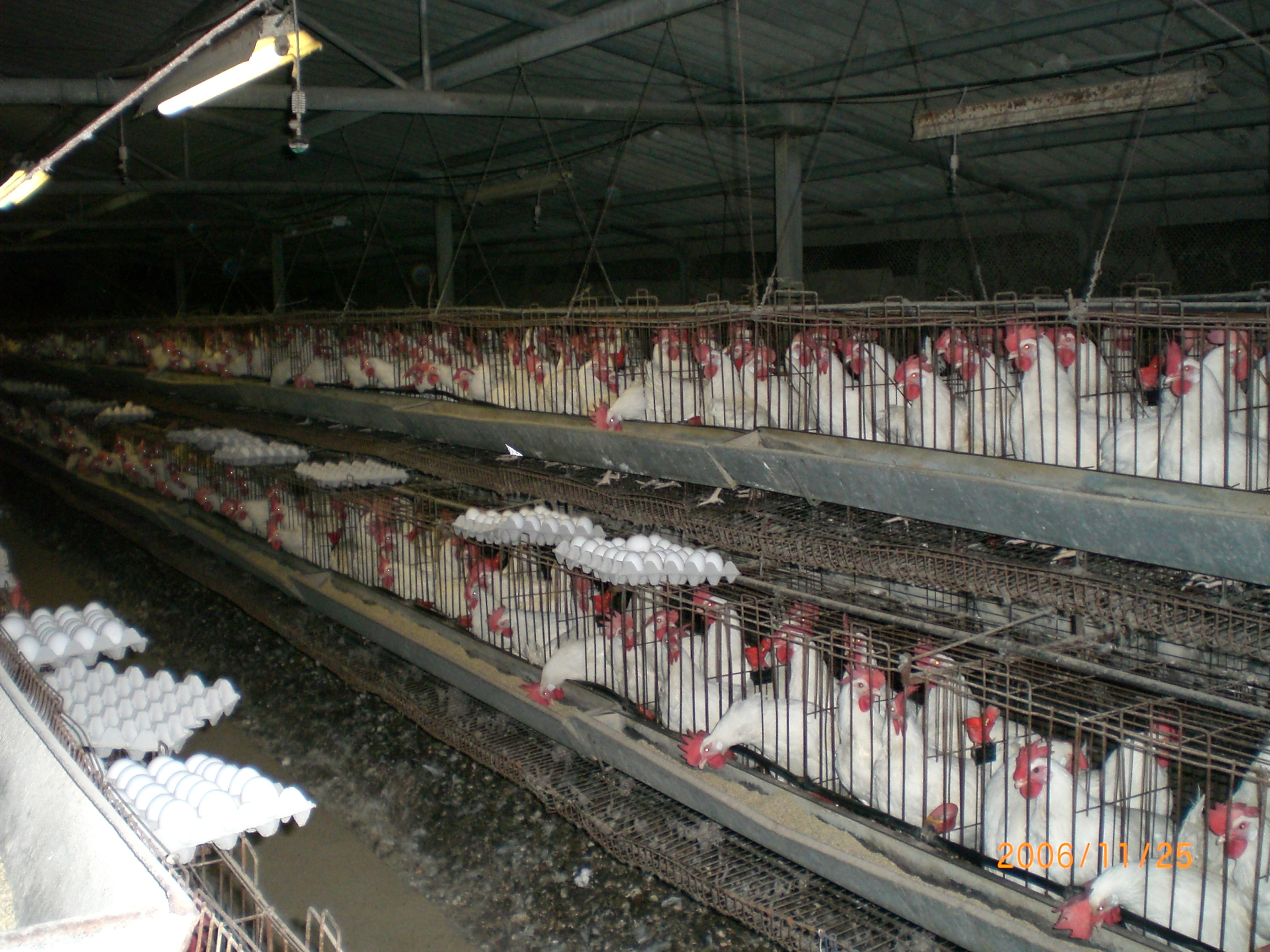
Курицы в клеточной батарее.

Клеточная батарея — форма разведения и содержания ряда животных, применяемая прежде всего для разведения кур-несушек. При такой системе животные содержатся в одинакового размера клетках, расположенных в нескольких соединённых (как горизонтально, так, зачастую, и вертикально) друг с другом рядах. Клетки разделены между собой  стенками, что напоминает отсеки в артиллерийской батарее.
Хотя данный термин обычно используется в птицеводстве, на практике подобные клеточные системы используются и для разведения других животных — в основном, в пушном звероводстве для норок, кроликов, соболей, шиншилл, лис.

## История, описание
Впервые в научной сельскохозяйственной литературе клеточная батарея была описана в 1931 году американским учёным Милтоном Арндтом, который старался доказать, что у куриц, помещённых в клетки подобного типа, обеспечивается гораздо более высокая яйценоскость. К концу 1940-х годов подобные системы и в Америке, и в ряде других стран мира уже стали относительно распространённым явлением, однако само название «клеточная батарея» и её современная конфигурация были запатентованы только в 1966 году Самуэлем Даффом. 
По некоторым данным, на сегодняшний день до 60 % яиц получают от куриц, содержащихся и несущихся в клеточных батареях. Среди плюсов этого способа разведения называют снижение агрессии и случаев каннибализма у кур, однако исследователи отмечают, что из-за ограничений в движении у кур развиваются различные заболевания. В том числе, остеопороз.
Концепция клеточных батарей подвергается жёсткой критике со стороны как защитников прав животных, так и некоторых производителей сельхозпродукции; в январе 2012 года правительство Евросоюза запретило использование в странах-членах организации «классических» клеточных батарей, после чего их количество в Европе начало резко снижаться.